# 2851 Harbin
2851 Harbin eller 1978 UQ2 är en asteroid i huvudbältet som upptäcktes den 30 oktober 1978 av Purple Mountain-observatoriet i Nanjing, Kina. Den är uppkallad efter den kinesiska staden Harbin.
Asteroiden har en diameter på ungefär 8 kilometer.